# Collematospora venezuelensis
Collematospora venezuelensis är en svampart som beskrevs av Jeng & Cain 1976. Collematospora venezuelensis ingår i släktet Collematospora, klassen Sordariomycetes, divisionen sporsäcksvampar och riket svampar.   Inga underarter finns listade i Catalogue of Life.